# تپه کوهلان یولی
تپه کوهلان یولی مربوط به هزاره دوم قبل از میلاد است و در شهرستان مراغه، بخش سراجو، دهستان سراجوی شرقی، ۲۵۰ متری روستای بیانلوجه واقع شده و این اثر در تاریخ ۱۸ اسفند ۱۳۸۷ با شمارهٔ ثبت ۲۵۲۲۲ به‌عنوان یکی از آثار ملی ایران به ثبت رسیده است.